# Reino Unido en los Juegos Olímpicos de Londres 1948
El Reino Unido estuvo representado en los Juegos Olímpicos de Londres 1948 por un total de 398 deportistas que compitieron en 20 deportes.  
El portador de la bandera en la ceremonia de apertura fue el esgrimista Emrys Lloyd.

## Medallistas
El equipo olímpico británico obtuvo las siguientes medallas:
| Nombre | Deporte             | Competición              |
| --- | ------------------- | ------------------------ |
| Oro |                     |                          |
| Dickie Burnell Bert Bushnell | Remo                | Doble scull (M2x) M      |
| Ran Laurie Jack Wilson | Remo                | Dos sin timonel (M2-) M  |
| David Bond Stewart Morris | Vela                | Swallow M                |
| Plata |                     |                          |
| Thomas Richards | Atletismo           | Maratón M                |
| Alastair McCorquodale John Archer John Gregory Kenneth Jones                                                                             | Atletismo           | 4 × 100 m M              |
| Dorothy Manley | Atletismo           | 100 m F                  |
| Audrey Williamson | Atletismo           | 200 m F                  |
| Maureen Gardner | Atletismo           | 80 m vallas F            |
| Dorothy Tyler-Odam | Atletismo           | Salto de altura F        |
| John Wright | Boxeo               | Medio (73 kg) M          |
| Donald Scott | Boxeo               | Semipesado (80 kg) M     |
| Reginald Harris | Ciclismo en pista   | Scratch M                |
| Alan Bannister Reginald Harris | Ciclismo en pista   | Tándem M                 |
| Robert John Maitland Ian Scott Gordon Thomas                                                                                             | Ciclismo en ruta    | Ruta por eqs. M          |
| Julian Creus | Halterofilia        | 56 kg M                  |
| Equipo | Hockey sobre hierba | Torneo M                 |
| Guy Richardson Paul Massey Alfred Mellows David Meyrick Michael Lapage Charles Lloyd Christopher Barton Ernest Bircher Jack Dearlove (t) | Remo                | Ocho con timonel (M8+) M |
| Bronce |                     |                          |
| Tebbs Lloyd Johnson | Atletismo           | 50 km marcha M           |
| Thomas Godwin | Ciclismo en pista   | 1000 m contrarreloj M    |
| David Ricketts Wilfred Waters Alan Geldard Thomas Godwin                                                                                 | Ciclismo en pista   | Persecución por eqs. M   |
| James Halliday | Halterofilia        | 67,5 kg M                |
| Harry Llewellyn (Foxhunter) Henry Nicoll (Kilgeddin) Arthur Carr (Monty)                                                                 | Hípica              | Saltos por eqs.          |
| Catherine Gibson | Natación            | 400 m libre F            |